# Gafete de condecoración

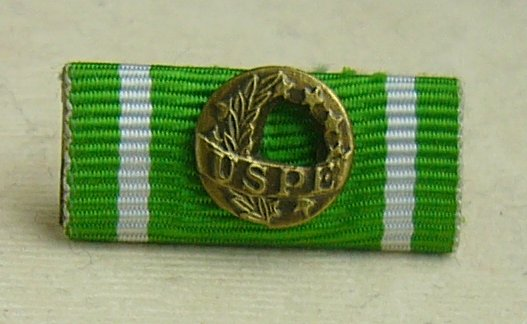
Venera de la placa de servicio policial europeo de bronce

El gafete de condecoración es un elemento representativo de una orden militar o condecoración en forma de cinta montadas en barras de metal.
El gafete de condecoración se emite para usarse en lugar de la medalla. Cada país tiene sus propias reglas sobre qué cintas se pueden usar en qué circunstancias, y en qué orden. Esto generalmente se define en un documento oficial y se llama "el orden de precedencia" y / o "el fin de llevar". En algunos países (en particular los EE. UU.), algunos premios son exclusivamente Gafetes de condecoración, al no tener una medalla o insignia asociada.